# パウリニア
パウリニア（Paulínia） は、ブラジル南東部サンパウロ州の都市。標高約590mの高原に位置する。